# 奧克薩馬爾卡區

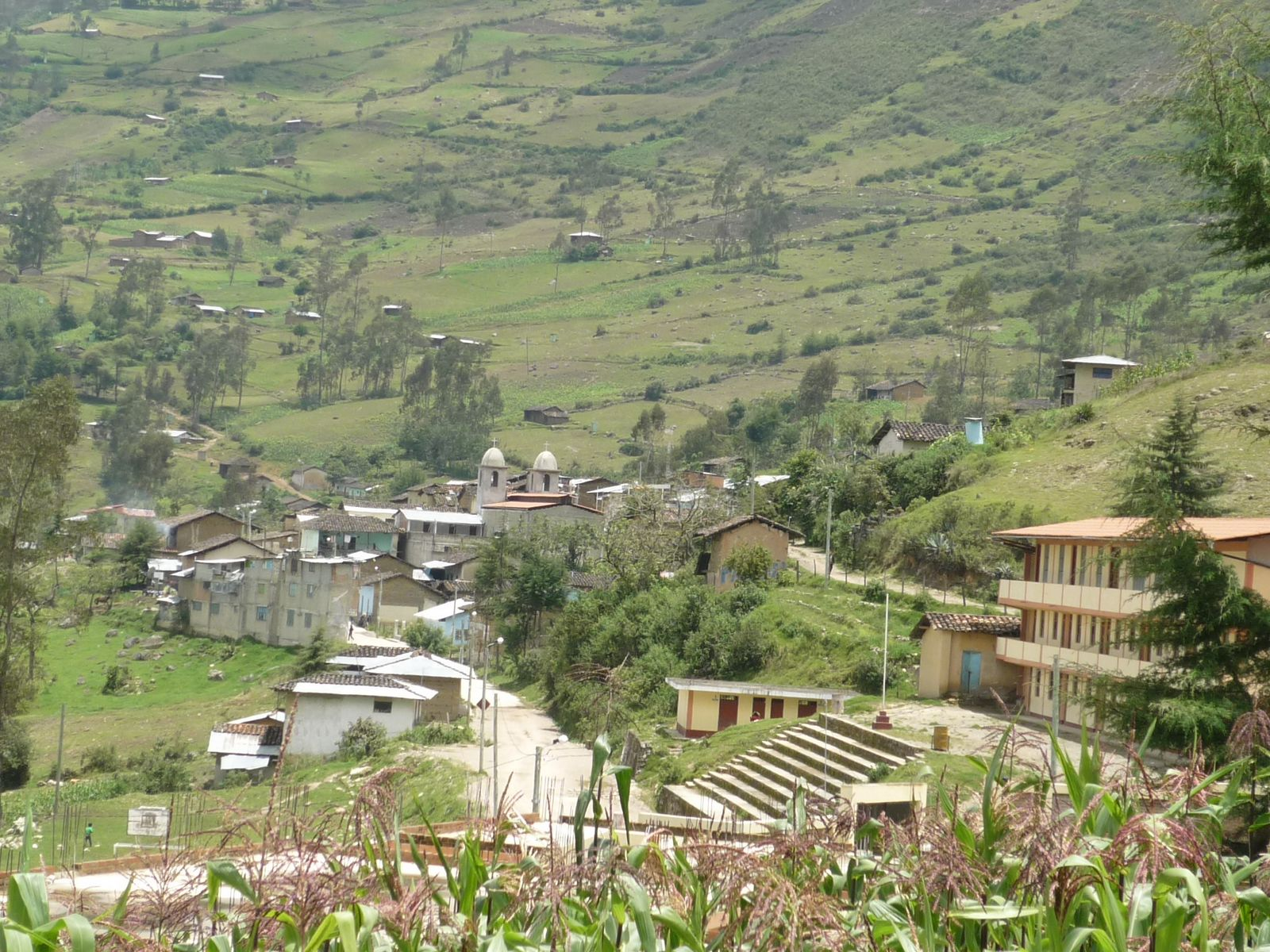

7°05′54″S 78°04′24″W / 7.0982°S 78.0732°W
奧克薩馬爾卡區（西班牙語：Distrito de Oxamarca），是秘魯的一個區，位於該國北部卡哈馬卡大區的塞倫丁省，始建於1923年12月27日，面積292.5平方公里，海拔高度2,850米，2005年人口6,794，人口密度每平方公里23人。